# 迈斯特拉蔡姆
迈斯特拉蔡姆（法語：Meistratzheim，法語發音：[maistʁatsaim]）是法国下莱茵省的一个市镇，位于该省中南部偏西，属于塞莱斯塔-埃尔什泰因区。

## 地理
迈斯特拉蔡姆（48°26'56"N, 7°32'35"E）面积12.82 平方千米，位于法国大東部大區下莱茵省，该省份为法国大陆部分最东部的省份，是阿尔萨斯的一部分，今与上莱茵省组成了阿尔萨斯欧洲集体，其南至上莱茵省，西南接孚日省和默尔特-摩泽尔省，西接摩泽尔省，北与德国接壤。
与迈斯特拉蔡姆接壤的市镇（或旧市镇、城区）包括：博尔瑟奈姆、因迪赛姆、克罗泰尔热尔桑、利梅尔桑、尼代奈、奥贝奈、斯沙埃弗尔桑。
迈斯特拉蔡姆的时区为UTC+01:00、UTC+02:00（夏令时）。

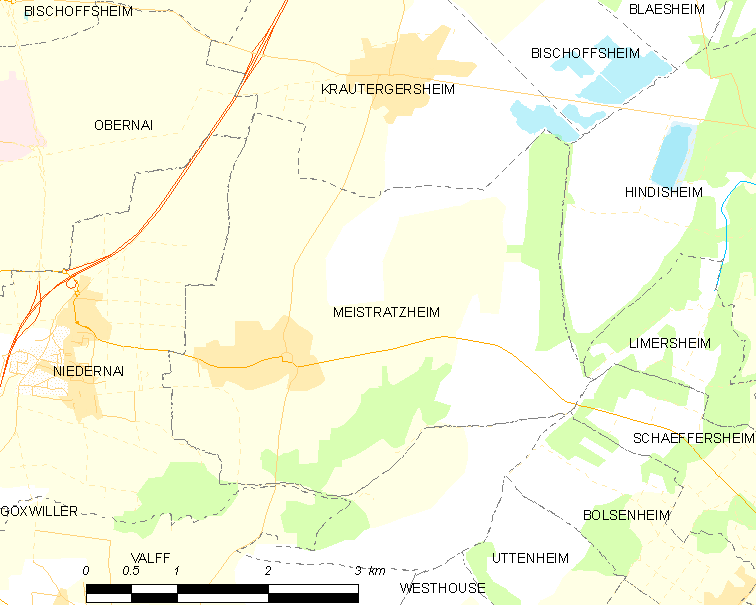
迈斯特拉蔡姆的OSM定位图

## 行政
迈斯特拉蔡姆的邮政编码为67210，INSEE市镇编码为67286。

## 政治
迈斯特拉蔡姆所属的省级选区为奥贝奈县。

## 人口

1962-2008年间迈斯特拉蔡姆人口变化图示

迈斯特拉蔡姆于2022年1月1日时的人口数量为1537人。